# Station Okonek
Station Okonek is een spoorwegstation in de Poolse plaats Okonek.